# Curtain Call: the Hits
Curtain Call: The Hits je kompilační hudební album amerického rappera Eminema. Vydáno bylo v roce 2005. Zahrnuje jeho největší dosavadní hity.

## Seznam skladeb
1. Intro
2. Fack
3. The Way I Am
4. My Name Is (feat. Dr. Dre)
5. Stan (feat. Dido)
6. Lose Yourself
7. Shake That (feat. Nate Dogg)
8. Sing For The Moment
9. Without Me
10. Like Toy Soldiers
11. The Real Slim Shady
12. Mockingbird
13. Guilty Conscience (feat. Dr. Dre)
14. Cleanin' Out My Closet
15. Just Lose It
16. When I'm Gone
17. Stan (feat. Elton John)